# Varnice
Varnice (Servisch cyrillisch Варнице) is een plaats in de Servische gemeente Gornji Milanovac. De plaats telt 154 inwoners (2002).